# 400 mètres haies aux Jeux olympiques
Pour un article plus général, voir Athlétisme aux Jeux olympiques.
Le 400 mètres haies masculin figure au programme des Jeux olympiques depuis la deuxième édition, en 1900 à Paris, hormis en 1912. Les femmes participent à cette épreuve depuis les Jeux de 1984, à Los Angeles.
Avec deux médailles d'or remportées, les athlètes les plus titrés dans cette épreuve sont les Américains Glenn Davis, Edwin Moses et Angelo Taylor, et le Dominicain Félix Sánchez.
Le record olympique masculin est actuellement détenu par le Norvégien Karsten Warholm, qui établit le temps de 45 s 94 en finale des Jeux olympiques de 2020, à Tokyo, performance constituant l'actuel record du monde. L'Américaine Sydney McLaughlin détient le record olympique féminin avec le temps de 50 s 37, établi également en finale des Jeux olympiques de 2024, performance constituant l'actuel record du monde.

## Éditions
| Années | 96 | 00 | 04 | 08 | 12 | 20 | 24 | 28 | 32 | 36 | 48 | 52 | 56 | 60 | 64 | 68 | 72 | 76 | 80 | 84 | 88 | 92 | 96 | 00 | 04 | 08 | 12 | 16 | 20 | 24 | Total |
| ------ | -- | -- | -- | -- | -- | -- | -- | -- | -- | -- | -- | -- | -- | -- | -- | -- | -- | -- | -- | -- | -- | -- | -- | -- | -- | -- | -- | -- | -- | -- | ----- |
| Hommes |    | X  | X  | X  |    | X  | X  | X  | X  | X  | X  | X  | X  | X  | X  | X  | X  | X  | X  | X  | X  | X  | X  | X  | X  | X  | X  | X  | X  | X  | 28    |
| Femmes |    |    |    |    |    |    |    |    |    |    |    |    |    |    |    |    |    |    |    | X  | X  | X  | X  | X  | X  | X  | X  | X  | X  | X  | 11    |

## Hommes

### Historique

#### 1900-1912

Charles Bacon, champion olympique du 400 m haies en 1908.

Le 400 mètres haies fait sa première apparition olympique lors des Jeux olympiques de 1900, à Paris. La finale est remportée par l'Américain Walter Tewksbury qui s'impose dans le temps de 57 s 6 alors qu'il n'avait aucune expérience dans cette épreuve peu courue aux États-Unis à cette époque. Il devance le Français Henri Tauzin, l'un des meilleurs spécialistes européens de la discipline dès la fin du XIXe siècle, deuxième en 58 s 1, et le Canadien George Orton, troisième en 58 s 9.
Quatre ans plus tard, en 1904 lors des Jeux olympiques de Saint-Louis où l'Europe n'est pas représentée et qui met aux prises seulement quatre concurrents américains, la victoire revient à Harry Hillman, titré par ailleurs sur 400 m et 200 m haies, qui s'impose en 53 s 00, devant ses compatriotes Frank Waller et George Poage. La course se dispute sur des haies basses d'une hauteur de 76 cm, le temps de Harry Hillman ne constitue pas par conséquent un record olympique.
Lors des Jeux olympiques de 1908, à Londres, où l'on revient aux haies intermédiaires de 91 cm, l'Américain Charles Bacon remporte le titre en 55 s 0, temps constituant officiellement le premier record du monde de la discipline. Il devance le champion olympique en titre Harry Hillman, deuxième de la course en 55 s 3, et le Britannique Leonard Tremeer, troisième en 57 s 0.
Le 400 m haies ne figure pas au programme des Jeux olympiques de 1912, à Stockholm.

#### 1920-1936

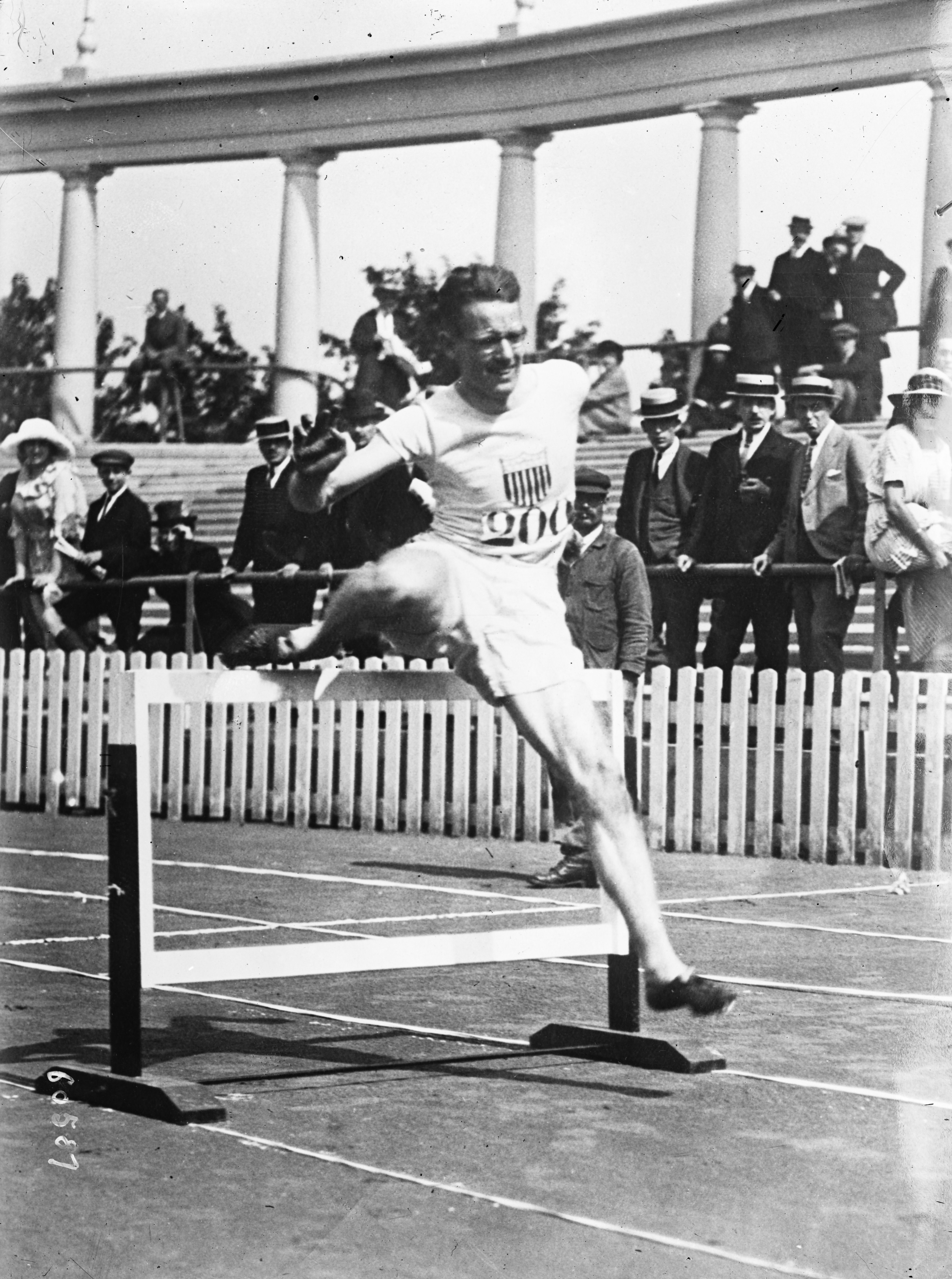
Frank Loomis, champion olympique en 1920.

L'Américain Frank Loomis s'adjuge le titre des Jeux olympiques de 1920, à Anvers, en établissant en finale un nouveau record du monde en 54 s 0. Il devance ses deux compatriotes John Norton et August Desch et le Français Géo André.
Lors des Jeux olympiques de 1924, à Paris, la victoire revient à l'Américain Morgan Taylor qui s'impose en 52 s 6, mais ce temps n'est pas homologué comme un nouveau record du monde car Taylor a fait tomber une haie, ce qui est interdit par le règlement. L'Américain devance le Finlandais Erik Wilén, son compatriote Ivan Riley et Géo André qui termine une nouvelle fois quatrième d'une finale olympique.
En 1928, aux Jeux olympiques d'Amsterdam, sur une piste molle et friable, le Britannique David Burghley s'impose en établissant un nouveau record olympique en 53 s 4, devant les Américains Frank Cuhel et Morgan Taylor, champion olympique en titre et détenteur du record du monde.
L'Irlandais Bob Tisdall remporte le 400 m haies des Jeux olympiques de 1932, à Los Angeles, dans le temps de 51 s 7, performance non reconnue comme un nouveau record du monde car une haie a été heurtée. Il précède deux Américains : Glenn Hardin, alors détenteur du record mondial, qui termine deuxième en 51 s 9, et Morgan Taylor (52 s 0) qui se classe de nouveau troisième de la finale olympique.
Glenn Hardin, qui a amélioré à deux nouvelles reprises le record du monde en 1934, s'adjuge le titre des Jeux olympiques de 1936, à Berlin, en parcourant la distance en 52 s 4, loin de son record du monde. Le Canadien John Loaring (52 s 7) et le Philippin Miguel White (52 s 8) complètent le podium.

#### 1948-1964

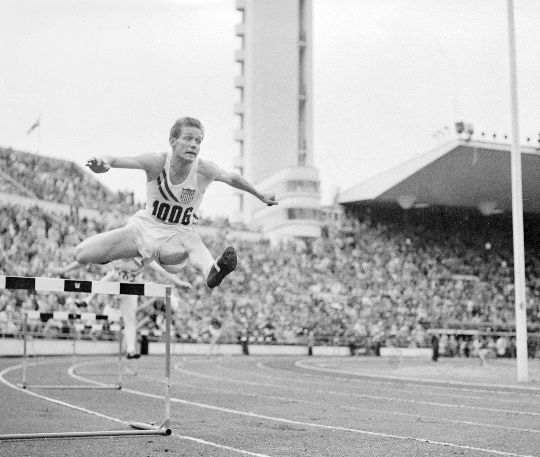
Charles Moore lors de sa victoire aux Jeux olympiques de 1952, à Helsinki.

Lors des Jeux olympiques de 1948, à Londres, le Britannique Roy Cochran remporte le titre du 400 m haies en établissant un nouveau record olympique en finale en 51 s 1 après l'avoir porté à 51 s 9 la veille en demi-finales, tout comme le Suédois Rune Larsson. Le Ceylannais Duncan White est médaillé d'argent en 51 s 8 et Rune Larsson est médaillé de bronze en 52 s 2.
Quatre ans plus tard, aux Jeux olympiques de 1952, à Helsinki, l'Américain Charles Moore devient champion olympique en 50 s 8, nouveau record olympique, devant le Soviétique Yuriy Lituyev (51 s 3) et le Néo-zélandais John Holland (52 s 2).
L'Américain Glenn Davis, premier athlète à descendre sous la barrière des 50 secondes sur 400 m haies et détenteur du record du monde en 49 s 5, remporte le titre des Jeux olympiques de 1956, à Melbourne. Auteur d'un nouveau record olympique en finale en 50 s 1, il devance son compatriote Edward Southern, distancé après la huitième haies, qui s'adjuge la médaille d'argent en 50 s 8, quelques heures après avoir porté lui aussi le record olympique à 50 s 1, lors des demi-finales. Joshua Culbreath, le troisième américain, complète le podium.
En 1960, aux Jeux olympiques de Rome, Glenn Davis devient le premier athlète à conserver son titre olympique sur 400 m haies. Il réalise le temps de 49 s 3 et améliore de 8/10e de seconde son propre record olympique établi quatre ans plus tôt, échouant à 1/10e de seconde seulement de son record du monde établi en 1958. Comme à Melbourne, il devance deux de ses compatriotes, Clifton Cushman (49 s 6) et Richard Howard (49 s 7).
Aux Jeux olympiques de 1964, à Tokyo, l'Américain Rex Cawley, qui a porté le record mondial à 49 s 1 quelques semaines avant le début de la compétition, s'adjuge le titre olympique en 49 s 6, devançant le Britannique John Cooper (50 s 1) et l'Italien Salvatore Morale (50 s 1 également).

#### 1968-1984

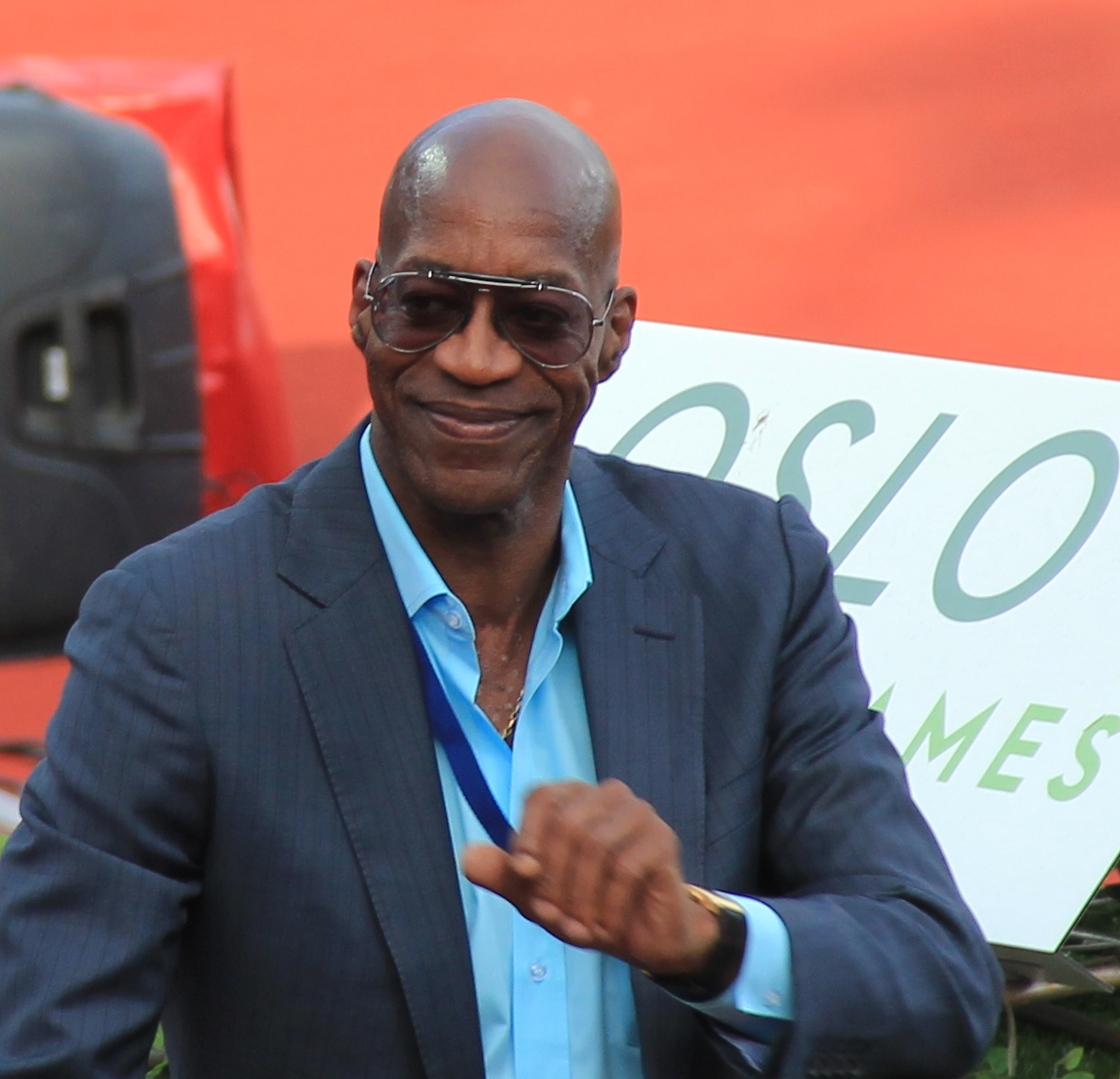
Edwin Moses, champion olympique en 1976 et 1984.

Lors des Jeux olympiques de 1968, à Mexico, le Britannique David Hemery remporte le titre olympique en établissant un nouveau record du monde en 48 s 1, devançant l'Allemand Gerhard Hennige (49 s 0) et le Britannique John Sherwood (49 s 0 également). Les sept premiers concurrents de la finale réalisent un temps inférieur à 50 secondes.
Quatre ans plus tard, en finale des Jeux olympiques de 1972 à Munich, l'Ougandais John Akii-Bua remporte le titre olympique et devient le premier athlète à descendre sous les 48 s 0 en s'imposant dans le temps de 47 s 82, nouveau record du monde, devenant officiellement le détenteur du premier record mondial du 400 m haies mesuré au centième de seconde.. Il devance l'Américain Ralph Mann, médaillé d'argent en 48 s 51 et le tenant du titre David Hemery, médaillé de bronze en 48 s 52.
L'Américain Edwin Moses, âgé de 20 ans seulement, remporte la finale des Jeux olympiques de 1976, à Montréal, dans le temps de 47 s 63, améliorant de 19/100e de seconde le record du monde de John Akii-Bua qui ne participe pas à la compétition en raison du boycott de nombreuses nations africaines. Placé au couloir 4, il est à la lutte avec le Britannique Alan Pascoe jusqu'au cinquième obstacle et accroit son avance dans les 100 m derniers mètres, devançant finalement de plus d'une seconde son compatriote Mike Shine, médaillé d'argent en 48 s 69 et le Soviétique Yevgeniy Gavrilenko, médaillé de bronze en 49 s 45. Pour la troisième fois consécutive, le record du monde du 400 m haies est battu en finale des Jeux olympiques.
Les Jeux olympiques de 1980 sont marqués par le boycott d'une cinquantaine de nations. Edwin Moses, qui domine la discipline sur le plan mondial, ne peut donc défendre son titre olympique tout comme détenteur du record d'Europe allemand Harald Schmid. À Moscou, la victoire revient à l'est-allemand Volker Beck en 48 s 70, devant le Soviétique Vasyl Arkhypenko (48 s 86) et le Britannique Gary Oakes (49 s 11).
Edwin Moses, champion du monde en 1983, remporte son second titre olympique lors des Jeux olympiques de Los Angeles, en 1984, huit ans après son dernier sacre obtenu à Montréal. En finale, après avoir pris un départ rapide, il parvient à contenir tous ses adversaires malgré une concurrence plus importante que lors de sa première participation olympique en 1976, et s'impose en 47 s 75, devant son compatriote Danny Harris, médaillé d'argent en 48 s 13 et Harald Schmid, médaillé de bronze en 48 s 19.

#### 1988-2004

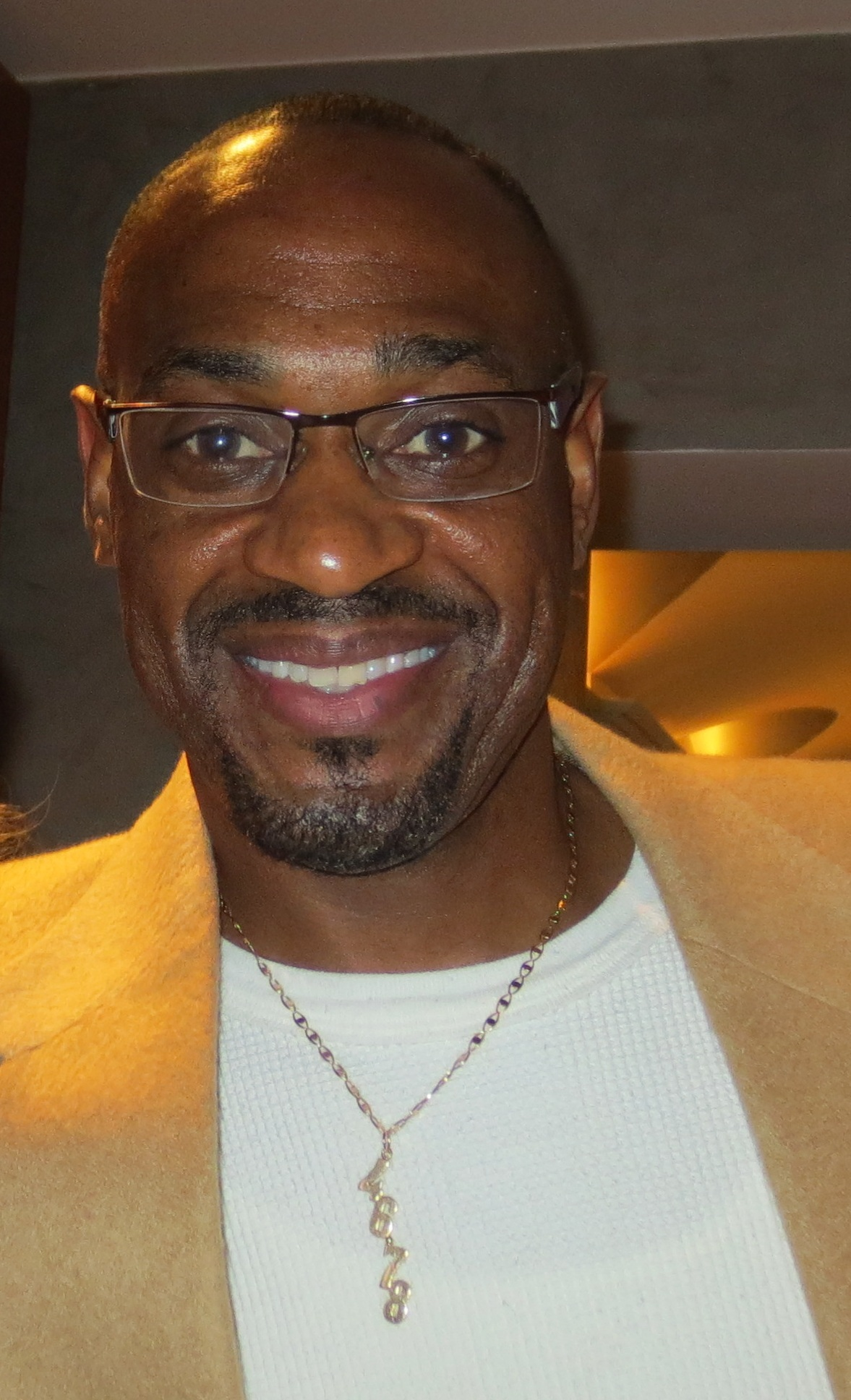
Kevin Young, champion olympique en 1992 à Barcelone où il établit l'actuel record du monde du 400 m haies.

Lors des Jeux olympiques de 1988, à Séoul, l'Américain André Phillips devient champion olympique en 47 s 19, signant la deuxième meilleure performance mondiale de tous les temps ainsi qu'un nouveau record olympique. Le Sénégalais Amadou Dia Ba, champion d'Afrique quelques jours plus tôt, s'adjuge la médaille d'argent en 47 s 23, devant le tenant du titre et détenteur du record du monde Edwin Moses, qui se classe troisième de la course en 47 s 56 et obtient sa troisième médaille olympique en trois participations.
Quatre ans plus tard, aux Jeux olympiques de 1992, à Barcelone, l'Américain Kevin Young remporte l'épreuve en établissant un nouveau record du monde en 46 s 78, améliorant de 85/100e son meilleur temps personnel accompli lors des demi-finales et devenant le premier athlète à courir en moins de 47 secondes un 400 m haies. Winthrop Graham termine deuxième en 47 s 66, record de Jamaïque, Kriss Akabusi troisième en 47 s 82, record du Royaume-Uni, Stéphane Diagana quatrième en 48 s 13, record de France. Le Zambien Samuel Matete, champion du monde du 400 m haies en 1991, est disqualifié en demi-finales pour passage de haies irrégulier.
Aux Jeux olympiques de 1996, à Atlanta, la victoire revient à l'Américain Derrick Adkins, champion du monde en 1995, qui s'impose en finale dans le temps de 47 s 54, devant Samuel Matete (47 s 78) et l'autre américain Calvin Davis (47 s 96).
L'Américain Angelo Taylor remporte le titre des Jeux olympiques de 2000, à Sydney en battant son record personnel en finale en 47 s 50. Il devance le Saoudien Hadi Souan Somalyi qui établit un nouveau record d'Asie en 47 s 53, et le Sud-africain Llewellyn Herbert qui améliore le record d'Afrique du Sud en 47 s 81.
Lors des Jeux olympiques de 2004, le Dominicain Félix Sánchez s'adjuge le titre olympique après avoir remporté le titre mondial en 2001 et 2003. À Athènes, il s'impose dans le temps de 47 s 63, son meilleur temps de l'année, devant le Jamaïcain Danny McFarlane (48 s 11) et le Français Naman Keïta (48 s 26) qui décroche la première médaille française dans cette épreuve depuis 1900. Pour la première fois depuis 1968, hormis les Jeux de 1980 pour cause de boycott, aucun américain ne figure sur le podium. Quatrième à Sydney, James Carter termine une nouvelle fois au pied du podium.

#### Depuis 2008

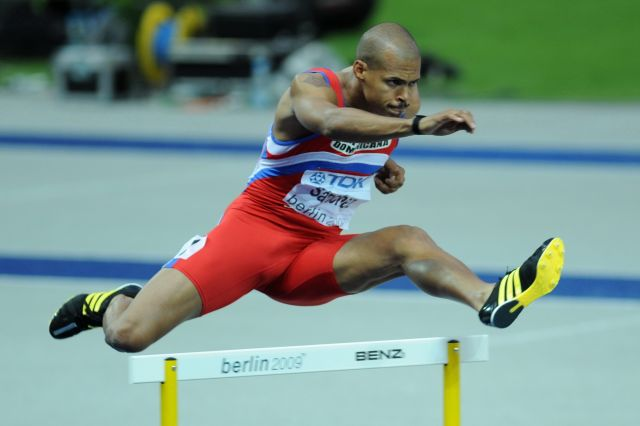
Félix Sánchez, champion olympique en 2004 et 2012.

Angelo Taylor remporte son deuxième titre olympique lors des Jeux olympiques de 2008, à Pékin, huit ans après son premier sacre à Sydney. Auteur du meilleur temps des demi-finales, il remporte la finale en établissant un nouveau record personnel en 47 s 25. Il devance deux autres américains : Kerron Clement, champion du monde l'année passée, qui s'adjuge la médaille d'argent en 47 s 98 et Bershawn Jackson, troisième de la course en 48 s 06. Le tenant du titre Félix Sánchez est éliminé dès les séries sur blessure.
En 2012, lors des Jeux olympiques de Londres, Félix Sánchez remporte son second titre olympique en réalisant exactement le même temps que lors de son premier sacre à Athènes en 2004 (47 s 63), signant la meilleure performance mondiale de l'année. Le Dominicain devance l'Américain Michael Tinsley qui remporte la médaille d'argent en battant son record personnel (47 s 91), et le Portoricain Javier Culson, médaillé de bronze en 48 s 10. Le Britannique David Greene, champion du monde en 2011, termine au pied du podium, devant le tenant du titre olympique Angelo Taylor.

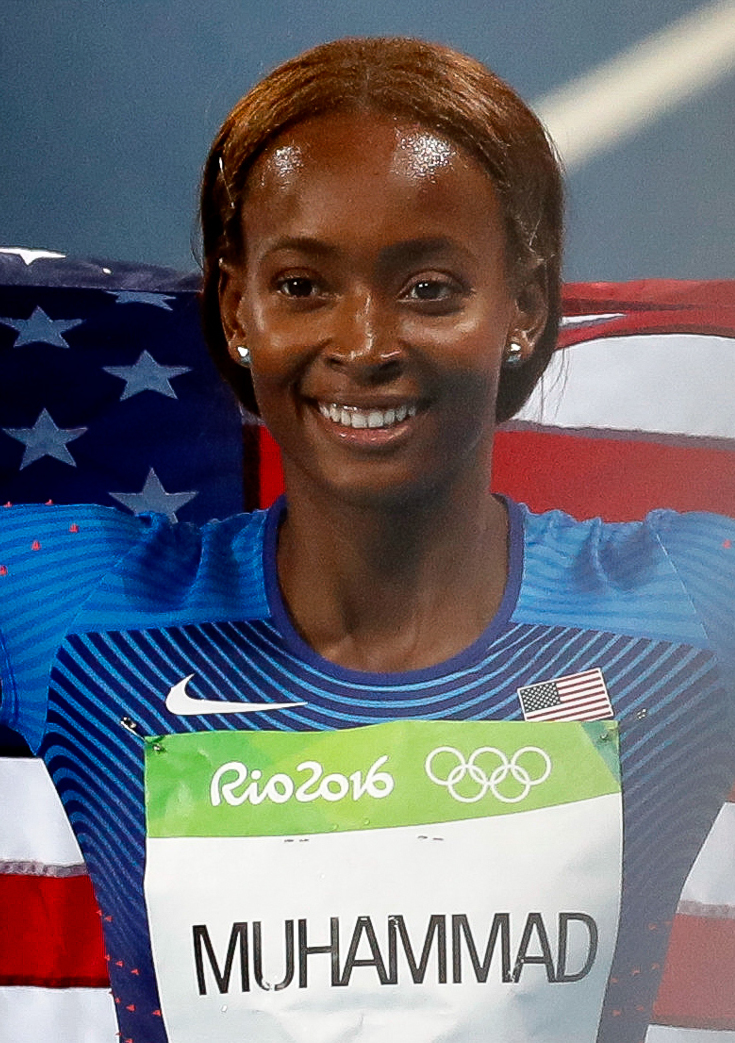
Dalilah Muhammad, championne olympique en 2016 et médaillée d'argent en 2021.

Lors des Jeux olympiques de 2016, à Rio de Janeiro, la victoire revient à Kerron Clement, deuxième à Pékin, qui s'impose en 47 s 73, son meilleur temps de l'année, en parvenant à résister au retour du champion d'Afrique kényan Boniface Tumuti, deuxième en 47 s 78 (record du Kenya). Le Turc Yasmani Copello, champion d'Europe en titre, termine troisième de la course en 47 s 92 (record de Turquie). Deux autres records nationaux sont battus en finale : par l'Irlandais Thomas Barr (4e en 47 s 97) et par l'Estonien Rasmus Mägi (6e en 48 s 40). Médaillé de bronze à Londres, Javier Culson est disqualifié de la finale pour faux départ.
Aux Jeux de Tokyo en 2021, Karsten Warholm s'adjuge la médaille d'or au terme d'une course historique, la plus rapide de tous les temps. Le Norvégien, double champion du monde en 2017 et 2019, pulvérise de 76 centièmes son propre record du monde (46 s 70, établi le 1er juillet 2021) pour le porter à 45 s 94, devenant le premier homme à descendre sous la barrière des 46 secondes sur 400 m haies. Derrière lui, l'Américain Rai Benjamin doit se contenter de l'argent avec pourtant un chrono exceptionnel en 46 s 17 (record d'Amérique du Nord), largement en deçà de l'ancien record du monde. Le Brésilien Alison Dos Santos s'empare quant à lui du bronze avec un nouveau record d'Amérique du Sud en 46 s 72. Plusieurs records sont donc améliorés lors de cette course : un record du monde (et d'Europe), deux records continentaux, mais aussi trois records nationaux : Kyron McMaster pour les Iles Vierges britanniques avec 47 s 08, Yasmani Copello pour la Turquie avec 47 s 81 et Rasmus Mägi pour l'Estonie avec 48 s 11.

### Palmarès
| Édition | Or                            | Argent                           | Bronze                           |
| ------- | ----------------------------- | -------------------------------- | -------------------------------- |
| 1900    | Walter Tewksbury (USA) 57 s 6 | Henri Tauzin (FRA) 58 s 1        | George Orton (CAN) 58 s 9        |
| 1904    | Harry Hillman (USA) 53 s 0    | Frank Waller (USA) 53 s 2        | George Poage (USA) 58 s 4        |
| 1908    | Charles Bacon (USA) 55 s 0    | Harry Hillman (USA) 55 s 3       | Leonard Tremeer (GBR) 57 s 0     |
| 1912    | Non disputé                   | Non disputé                      | Non disputé                      |
| 1920    | Frank Loomis (USA) 54 s 0     | John Norton (USA) 54 s 6         | August Desch (USA) 54 s 7        |
| 1924    | Morgan Taylor (USA) 52 s 6    | Erik Wilén (FIN) 53 s 8          | Ivan Riley (USA) 54 s 1          |
| 1928    | David Burghley (GBR) 53 s 4   | Frank Cuhel (USA) 53 s 6         | Morgan Taylor (USA) 53 s 6       |
| 1932    | Bob Tisdall (IRL) 51 s 7      | Glenn Hardin (USA) 51 s 9        | Morgan Taylor (USA) 52 s 0       |
| 1936    | Glenn Hardin (USA) 52 s 4     | John Loaring (CAN) 52 s 7        | Miguel White (PHI) 52 s 8        |
| 1948    | Roy Cochran (USA) 51 s 1      | Duncan White (CEY) 51 s 8        | Rune Larsson (SWE) 52 s 2        |
| 1952    | Charles Moore (USA) 50 s 8    | Yuriy Lituyev (URS) 51 s 3       | John Holland (NZL) 52 s 2        |
| 1956    | Glenn Davis (USA) 50 s 1      | Edward Southern (USA) 50 s 8     | Joshua Culbreath (USA) 51 s 6    |
| 1960    | Glenn Davis (USA) 49 s 3      | Clifton Cushman (USA) 49 s 6     | Richard Howard (USA) 49 s 7      |
| 1964    | Rex Cawley (USA) 49 s 6       | John Cooper (GBR) 50 s 1         | Salvatore Morale (ITA) 50 s 1    |
| 1968    | David Hemery (GBR) 48 s 1     | Gerhard Hennige (FRG) 49 s 0     | John Sherwood (GBR) 49 s 0       |
| 1972    | John Akii-Bua (UGA) 47 s 82   | Ralph Mann (USA) 48 s 51         | David Hemery (GBR) 48 s 52       |
| 1976    | Edwin Moses (USA) 47 s 64     | Mike Shine (USA) 48 s 69         | Yauhen Hauvrylenka (URS) 49 s 45 |
| 1980    | Volker Beck (GDR) 48 s 70     | Vasili Arkhipenko (URS) 48 s 86  | Gary Oakes (GBR) 49 s 11         |
| 1984    | Edwin Moses (USA) 47 s 75     | Danny Harris (USA) 48 s 13       | Harald Schmid (FRG) 48 s 19      |
| 1988    | André Phillips (USA) 47 s 19  | Amadou Dia Ba (SEN) 47 s 23      | Edwin Moses (USA) 47 s 56        |
| 1992    | Kevin Young (USA) 46 s 78     | Winthrop Graham (JAM) 47 s 66    | Kriss Akabusi (GBR) 47 s 82      |
| 1996    | Derrick Adkins (USA) 47 s 54  | Samuel Matete (ZAM) 47 s 78      | Calvin Davis (USA) 47 s 96       |
| 2000    | Angelo Taylor (USA) 47 s 50   | Hadi Souan Somalyi (KSA) 47 s 53 | Llewellyn Herbert (RSA) 47 s 81  |
| 2004    | Félix Sánchez (DOM) 47 s 63   | Danny McFarlane (JAM) 48 s 11    | Naman Keïta (FRA) 48 s 26        |
| 2008    | Angelo Taylor (USA) 47 s 25   | Kerron Clement (USA) 47 s 98     | Bershawn Jackson (USA) 48 s 06   |
| 2012    | Félix Sánchez (DOM) 47 s 63   | Michael Tinsley (USA) 47 s 91    | Javier Culson (PUR) 48 s 10      |
| 2016    | Kerron Clement (USA) 47 s 73  | Boniface Tumuti (KEN) 47 s 78    | Yasmani Copello (TUR) 47 s 92    |
| 2020    | Karsten Warholm (NOR) 45 s 94 | Rai Benjamin (USA) 46 s 17       | Alison dos Santos (BRA) 46 s 72  |
| 2024    | Rai Benjamin (USA) 46 s 46    | Karsten Warholm (NOR) 47 s 06    | Alison dos Santos (BRA) 47 s 26  |

### Multiples médaillés
| Rang | Athlète         | Pays                   | Période   | Or | Argent | Bronze | Total |
| ---- | --------------- | ---------------------- | --------- | -- | ------ | ------ | ----- |
| 1    | Edwin Moses     | États-Unis             | 1976–1988 | 2  | 0      | 1      | 3     |
| 2    | Glenn Davis     | États-Unis             | 1956–1960 | 2  | 0      | 0      | 2     |
| 2    | Angelo Taylor   | États-Unis             | 2000–2008 | 2  | 0      | 0      | 2     |
| 2    | Félix Sánchez   | République dominicaine | 2004–2012 | 2  | 0      | 0      | 2     |
| 5    | Harry Hillman   | États-Unis             | 1904–1908 | 1  | 1      | 0      | 2     |
| 5    | Glenn Hardin    | États-Unis             | 1932–1936 | 1  | 1      | 0      | 2     |
| 5    | Kerron Clement  | États-Unis             | 2008-2016 | 1  | 1      | 0      | 2     |
| 5    | Rai Benjamin    | États-Unis             | 2021-2024 | 1  | 1      | 0      | 2     |
| 5    | Karsten Warholm | Norvège                | 2021-2024 | 1  | 1      | 0      | 2     |
| 10   | Morgan Taylor   | États-Unis             | 1924–1932 | 1  | 0      | 2      | 3     |
| 11   | David Hemery    | Grande-Bretagne        | 1968–1972 | 1  | 0      | 1      | 2     |

### Record olympique
| Chronométrage manuel       |                  |             |                   |    |
| 1 min 1 s 0                | Walter Tewksbury | Paris       | 14 juillet 1900   |    |
| 1 min 0 s 2                | Henri Tauzin     | Paris       | 14 juillet 1900   |    |
| 1 min 0 s 2                | George Orton     | Paris       | 14 juillet 1900   |    |
| 57 s 6                     | Walter Tewksbury | Paris       | 16 juillet 1900   |    |
| 57 s 0                     | Charles Bacon    | Londres     | 20 juillet 1908   |    |
| 56 s 4                     | Harry Hillman    | Londres     | 21 juillet 1908   |    |
| 55 s 0                     | Charles Bacon    | Londres     | 22 juillet 1908   | WR |
| 54 s 0                     | Frank Loomis     | Anvers      | 16 août 1920      | WR |
| 53 s 8                     | Erik Wilén       | Paris       | 7 juillet 1924    |    |
| 53 s 4                     | Morgan Taylor    | Amsterdam   | 29 juillet 1928   |    |
| 53 s 4                     | David Burghley   | Amsterdam   | 30 juillet 1928   |    |
| 52 s 8                     | Glenn Hardin     | Los Angeles | 31 juillet 1932   |    |
| 52 s 8                     | Bob Tisdall      | Los Angeles | 31 juillet 1932   |    |
| 52 s 0                     | Morgan Taylor    | Los Angeles | 1er août 1932     |    |
| 51 s 9                     | Rune Larsson     | Londres     | 30 juillet 1948   |    |
| 51 s 9                     | Roy Cochran      | Londres     | 30 juillet 1948   |    |
| 51 s 1                     | Roy Cochran      | Londres     | 31 juillet 1948   |    |
| 50 s 8                     | Charles Moore    | Helsinki    | 20 juillet 1952   |    |
| 50 s 8                     | Charles Moore    | Helsinki    | 21 juillet 1952   |    |
| 50 s 1                     | Edward Southern  | Melbourne   | 24 novembre 1956  |    |
| 50 s 1                     | Glenn Davis      | Melbourne   | 24 novembre 1956  |    |
| 49 s 3                     | Glenn Davis      | Rome        | 2 septembre 1960  |    |
| Chronométrage électronique |                  |             |                   |    |
| 49 s 06 A                  | Ron Whitney      | Mexico      | 13 octobre 1968   |    |
| 48 s 12 A                  | David Hemery     | Mexico      | 15 octobre 1968   | WR |
| 47 s 82                    | John Akii-Bua    | Munich      | 2 septembre 1972  | WR |
| 47 s 64                    | Edwin Moses      | Montréal    | 25 juillet 1976   | WR |
| 47 s 19                    | André Phillips   | Séoul       | 25 septembre 1988 |    |
| 46 s 78                    | Kevin Young      | Barcelone   | 6 août 1992       | WR |
| 45 s 94                    | Karsten Warholm  | Tokyo       | 3 août 2021       | WR |

## Femmes

### Historique

#### 1984-2004

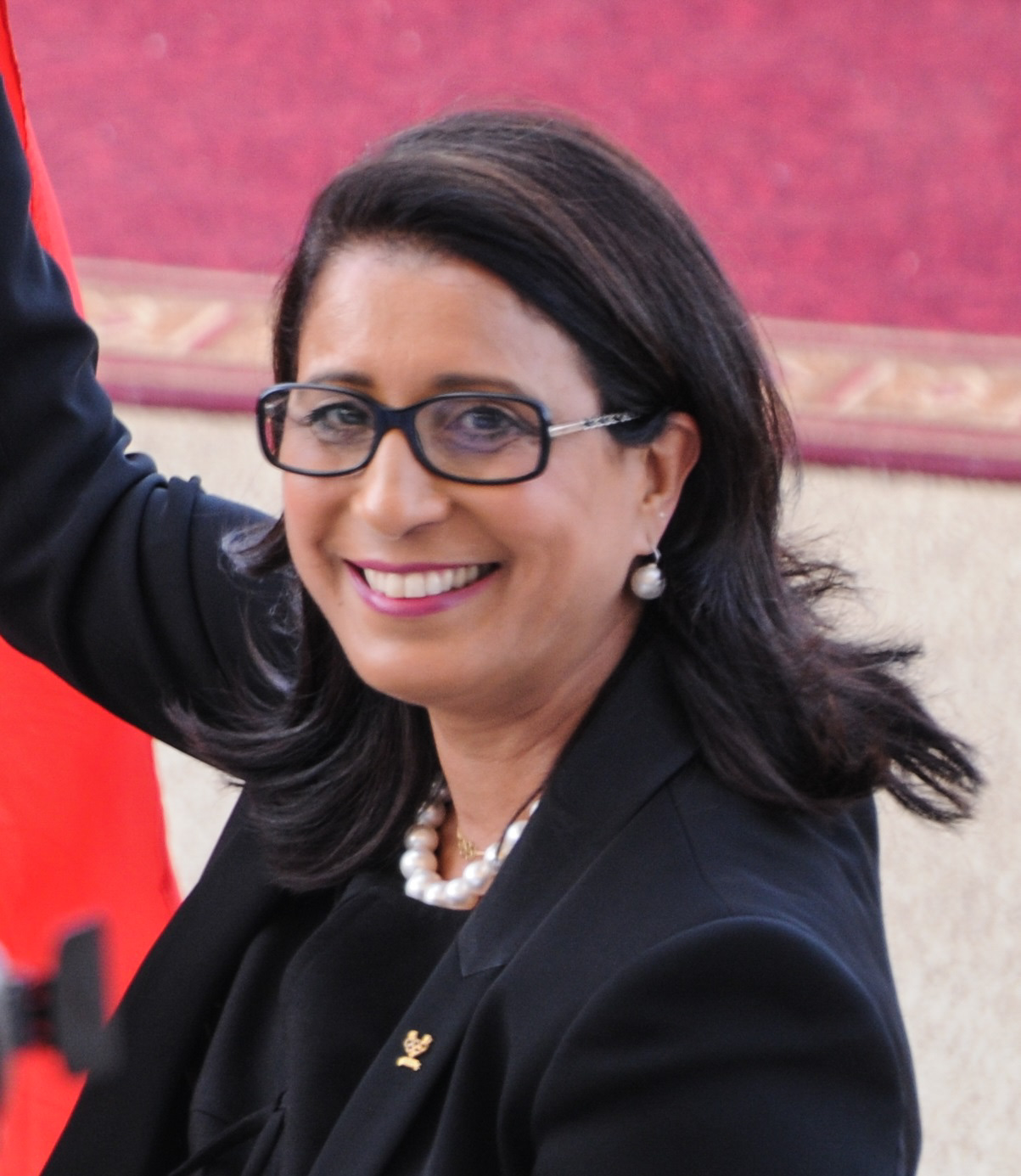
Nawal El Moutawakel, première championne olympique du 400 m haies, en 1984 à Los Angeles.

Le 400 mètres haies féminin fait sa première apparition olympique à l'occasion des Jeux olympiques de 1984, à Los Angeles. L'épreuve se dispute déjà lors des championnats d'Europe depuis 1978 et lors des championnats du monde depuis 1983. En l'absence des meilleures spécialistes de la discipline issues en majeure partie de pays du bloc soviétique qui boycottent ces Jeux de 1984, dont figurent notamment les Soviétiques Margarita Ponomaryova, détentrice du record du monde et Yekaterina Fesenko, championne du monde en titre, la victoire revient à la Marocaine Nawal El Moutawakel qui s'impose dans le temps de 54 s 61, devant l'Américaine Judi Brown (55 s 20) et la Roumaine Cristeana Cojocaru (55 s 41).
En 1988, lors des Jeux olympiques de Séoul, le record olympique est amélioré dès les séries par l'Est-allemande Ellen Fiedler (54 s 58), puis lors des demi-finales par l'Australienne Debbie Flintoff-King (54 s 00). En finale, Debbie Flintoff-King remonte sur ses principales adversaires dans la deuxième partie de course et s'impose en 53 s 17, améliorant son propre record olympique. Elle devance la Soviétique Tatyana Ledovskaya, deuxième en 53 s 18 et Ellen Fiedler, troisième en 53 s 63, sa compatriote Sabine Busch, championne du monde en 1987 à Rome, échouant au pied du podium en 53 s 69. La Soviétique Marina Stepanova, détentrice du record du monde depuis 1986, ne participe pas à l'épreuve pour cause de blessure.
Quatre ans plus tard, en finale des Jeux olympiques de 1992, à Barcelone, l'Américaine Sandra Farmer-Patrick qui était en tête de la course après la neuvième haie, est finalement dépassée dans les derniers mètres par la Britannique Sally Gunnell qui s'impose en 53 s 23, devant Farmer-Patrick (53 s 69) et l'autre américaine Janeene Vickers (54 s 31), cette dernière devançant Tatyana Ledovskaya au millième de seconde.
L'Américaine Kim Batten, championne du monde en 1995 à Göteborg où elle était devenue par ailleurs la nouvelle détentrice du record du monde en 52 s 61, est la grande favorite des Jeux olympiques de 1996, à Atlanta. Mais, la Jamaïcaine Deon Hemmings, qui s'est distinguée deux jours plus tôt lors des demi-finales en établissant un nouveau record olympique en 52 s 99, remporte la médaille d'or dans le temps de 52 s 82, améliorant son propre record olympique. Kim Batten se classe deuxième en 53 s 08, devant sa compatriote Tonja Buford-Bailey, troisième en 53 s 22. Sally Gunnell, championne olympique en titre, se blesse lors des demi-finales.
Aux Jeux olympiques de 2000, à Sydney, la Russe Irina Privalova remporte le titre olympique dans le temps de 53 s 02, devant la championne en titre Deon Hemmings, deuxième en 53 s 45, la Marocaine Nezha Bidouane, championne du monde en 1997, troisième en 53 s 57, et la Cubaine Daimí Pernía, championne du monde en 1999, quatrième en 53 s 68. Irina Privalova, spécialiste des épreuves de sprint et multiple médaillée au niveau international sur 100 m et 200 m, décide de se reconvertir sur 400 m haies quelques mois seulement avant les Jeux de Sydney. Au moment d'aborder les séries, elle dispute seulement la sixième course de sa carrière dans cette discipline.
En 2004, aux Jeux olympiques d'Athènes, la Grecque Faní Halkiá créée la surprise en devenant championne olympique du 400 m haies. Après avoir établi un nouveau record olympique lors des demi-finales en 52 s 77, elle s'impose en finale dans le temps de 52 s 82 et devance la Roumaine Ionela Târlea, médaillée d'argent en 53 s 38 et l'Ukrainienne Tetyana Tereshchuk-Antypova, médaillée de bronze en 53 s 44. L'Australienne Jana Pittman, championne du monde en 2003, se classe 5e alors que la Russe Yuliya Pechenkina, détentrice du record du monde depuis 2003, termine 8e et dernière de la finale.

#### Depuis 2008
Lors des Jeux olympiques de 2008, à Pékin, la Jamaïcaine Melaine Walker remporte le titre dans le temps de 52 s 64, améliorant le record olympique et établissant la meilleure performance mondiale de l'année. Elle devance de plus d'une seconde l'Américaine Sheena Tosta, deuxième en 53 s 70, et la Britannique Tasha Danvers, qui bat son record personnel en 53 s 84. Jana Pittman, championne du monde l'année précédente à Osaka, ne participe pas à ces Jeux pour cause de blessure.
En 2012, lors des Jeux olympiques de Londres, la championne olympique en titre Melaine Walker et la championne d'Europe en titre russe Irina Davydova sont éliminées au stade des demi-finales. En finale, L'Américaine Lashinda Demus, championne du monde en 2011 et détentrice de la meilleure performeuse mondiale de l'année en 2010, prend un mauvais départ en accrochant les cinq premières haies. Elle parvient à combler son retard dans la deuxième partie de course mais termine néanmoins derrière la Russe Natalya Antyukh qui s'impose dans le temps de 52 s 70, signant un nouveau record personnel ainsi que la meilleure performance mondiale de l'année. Demus se clase deuxième en 52 s 77, devant la Tchèque Zuzana Hejnová, troisième en 53 s 38. Néanmoins, le 24 octobre 2022, l'Unité d'intégrité de l'athlétisme (AIU) décide d'annuler tous les résultats de Natalya Antyukh de juillet 2012 à juin 2013, dont son titre olympique, pour "usage d'une substance ou d'une méthode interdite". La médaille d'or olympique revient donc à Lashinda Demus, la médaille d'argent à Zuzana Hejnova et la médaille de bronze à la Jamaïcaine Kaliese Spencer,.
Aux Jeux olympiques de 2016 à Rio de Janeiro, la victoire revient à l'Américaine Dalilah Muhammad, détentrice de la meilleure performance mondiale de l'année, qui s'impose dans le temps de 53 s 13. Celle qui battra, 3 ans plus tard le record du monde (52 s 16) devance la Danoise Sara Slott Petersen (53 s 55, nouveau record du Danemark) et l'autre Américaine, Ashley Spencer (53 s 72). Zuzana Hejnová, qui faisait partie des favorites de l'épreuve après ses deux titres consécutifs de championne du monde remportés en 2013 et 2015, termine au pied du podium. Dalilah Muhammad est la première athlète américaine à remporter une médaille d'or dans cette discipline.
En 2021, comme chez les hommes, la finale du 400 m haies féminin des Jeux Olympiques de Tokyo est historique : l'Américaine Sydney McLaughlin, qui était déjà devenue en juin la première femme au monde à descendre sous la barre des 52 secondes lors des sélections américaines (51 s 90), porte son propre record du monde à 51 s 46 pour s'imposer juste devant Dalilah Muhammad. Cette dernière bat également l'ancien record du monde en 51 s 58 et décroche la deuxième médaille olympique de sa carrière. Derrière les deux Américaines, la Néerlandaise Femke Bol prend la troisième place en 52 s 03, nouveau record d'Europe, pour ce qui constitue la course la plus rapide de tous les temps.

### Palmarès
| Édition | Or                                 | Argent                                | Bronze                                    |
| ------- | ---------------------------------- | ------------------------------------- | ----------------------------------------- |
| 1984    | Nawal El Moutawakel (MAR) 54 s 61  | Judi Brown (USA) 55 s 20              | Cristeana Cojocaru (ROU) 55 s 41          |
| 1988    | Debbie Flintoff-King (AUS) 53 s 17 | Tatyana Ledovskaya (URS) 53 s 18      | Ellen Fiedler (GDR) 53 s 63               |
| 1992    | Sally Gunnell (GBR) 53 s 23        | Sandra Farmer-Patrick (USA) 53 s 69   | Janeene Vickers (USA) 54 s 31             |
| 1996    | Deon Hemmings (JAM) 52 s 82        | Kim Batten (USA) 53 s 08              | Tonja Buford-Bailey (USA) 53 s 22         |
| 2000    | Irina Privalova (RUS) 53 s 02      | Deon Hemmings (JAM) 53 s 45           | Nezha Bidouane (MAR) 53 s 57              |
| 2004    | Faní Halkiá (GRE) 52 s 82          | Ionela Târlea-Manolache (ROU) 53 s 38 | Tetyana Tereshchuk-Antypova (UKR) 53 s 44 |
| 2008    | Melaine Walker (JAM) 52 s 64       | Sheena Tosta (USA) 53 s 70            | Tasha Danvers (GBR) 53 s 84               |
| 2012    | Lashinda Demus (USA) 52 s 77       | Zuzana Hejnová (CZE) 53 s 38          | Kaliese Spencer (JAM) 53 s 66             |
| 2016    | Dalilah Muhammad (USA) 53 s 13     | Sara Slott Petersen (DEN) 53 s 55     | Ashley Spencer (USA) 53 s 72              |
| 2020    | Sydney McLaughlin (USA) 51 s 46    | Dalilah Muhammad (USA) 51 s 58        | Femke Bol (NED) 52 s 03                   |
| 2024    | Sydney McLaughlin (USA) 50 s 37    | Anna Cockrell (USA) 51 s 87           | Femke Bol (NED) 52 s 15                   |

### Multiples médaillées
| Rang | Athlète           | Pays       | Période   | Or | Argent | Bronze | Total |
| ---- | ----------------- | ---------- | --------- | -- | ------ | ------ | ----- |
| 1    | Sydney McLaughlin | États-Unis | 2021-2024 | 2  | 0      | 0      | 2     |
| 2    | Deon Hemmings     | Jamaïque   | 1996–2000 | 1  | 1      | 0      | 2     |
| 2    | Dalilah Muhammad  | États-Unis | 2016–2021 | 1  | 1      | 0      | 2     |
| 4    | Femke Bol         | Pays-Bas   | 2021-2024 | 0  | 0      | 2      | 2     |

### Record olympique
| Chronométrage électronique |                      |             |                   |    |
| 55 s 97                    | Judi Brown           | Los Angeles | 5 août 1984       |    |
| 55 s 75                    | Ann-Louise Skoglund  | Los Angeles | 5 août 1984       |    |
| 55 s 17                    | Ann-Louise Skoglund  | Los Angeles | 6 août 1984       |    |
| 54 s 61                    | Nawal El Moutawakel  | Los Angeles | 8 août 1984       |    |
| 54 s 58                    | Ellen Fiedler        | Séoul       | 25 septembre 1988 |    |
| 54 s 00                    | Debbie Flintoff-King | Séoul       | 26 septembre 1988 |    |
| 53 s 17                    | Debbie Flintoff-King | Séoul       | 28 septembre 1988 |    |
| 52 s 99                    | Deon Hemmings        | Atlanta     | 29 juillet 1996   |    |
| 52 s 82                    | Deon Hemmings        | Atlanta     | 31 juillet 1996   |    |
| 52 s 77                    | Faní Halkiá          | Athènes     | 22 août 2004      |    |
| 52 s 64                    | Melaine Walker       | Pékin       | 20 août 2008      |    |
| 51 s 46                    | Sydney McLaughlin    | Tokyo       | 4 août 2021       | WR |
| 50 s 37                    | Sydney McLaughlin    | Paris       | 8 août 2024       | WR |